# Батча
Ба́тча (біл. Батча)  — зупинний пункт Берестейського відділення Білоруської залізниці в Жабинківському районі Берестейської області. Розташований за 3,4 км на південний схід від села Великі Яківчиці; на лінії Лунинець — Жабинка, між зупинними пунктами Черевачиці та Бобри.